# Dubai Women’s Sevens 2021 (listopad)
Dubai Women’s Sevens 2021 – dziewiąta edycja wchodzącego w skład World Rugby Women’s Sevens Series turnieju Dubai Women’s Sevens przeznaczonego dla żeńskich reprezentacji narodowych w rugby 7. Odbyła się w dniach 26–27 listopada 2021 roku na The Sevens w Dubaju będąc pierwszym turniejem sezonu 2021/2022.

## Informacje ogólne
Rozegrane bez udziału publiczności na The Sevens zawody były pierwszym turniejem sezonu 2021/2022 World Rugby Women’s Sevens Series i wzięło w nich udział dziesięć reprezentacji – dziewięciu stałych uczestników cyklu oraz zaproszona reprezentacja Wielkiej Brytanii. Podział na grupy oraz rozkład gier zostały opublikowane przez World Rugby w połowie listopada 2021 roku. Drużyny rywalizowały w pierwszej fazie systemem kołowym podzielone na dwie pięciozespołowe grupy, po czym nastąpiły mecze o poszczególne miejsca. Składy i charakterystyki zespołów.
Zawody zdominowała reprezentacja Australii, która jedyne problemy miała w grupowym spotkaniu z Francuzkami. Najlepszą zawodniczką finału została uznana Charlotte Caslick, która otrzymała również wyróżnienie DHL Impact Player. Najwięcej punktów zdobyła przedstawicielka triumfatorek Sharni Williams, cztery zawodniczki zdobyły zaś po pięć przyłożeń.

## Faza grupowa

### Grupa A
| 26 listopada 202108:48 | Australia | 45:5 | Stany Zjednoczone | The Sevens, Dubaj |
| 26 listopada 202108:48 |           | 45:5 |                   | The Sevens, Dubaj |

| 26 listopada 202109:10 | Francja | 31:0 | Hiszpania | The Sevens, Dubaj |
| 26 listopada 202109:10 |         | 31:0 |           | The Sevens, Dubaj |

| 26 listopada 202111:50 | Australia | 34:0 | Hiszpania | The Sevens, Dubaj |
| 26 listopada 202111:50 |           | 34:0 |           | The Sevens, Dubaj |

| 26 listopada 202112:12 | Francja | 26:21 | Brazylia | The Sevens, Dubaj |
| 26 listopada 202112:12 |         | 26:21 |          | The Sevens, Dubaj |

| 26 listopada 202115:24 | Brazylia | 26:12 | Hiszpania | The Sevens, Dubaj |
| 26 listopada 202115:24 |          | 26:12 |           | The Sevens, Dubaj |

| 26 listopada 202115:46 | Francja | 19:24 | Stany Zjednoczone | The Sevens, Dubaj |
| 26 listopada 202115:46 |         | 19:24 |                   | The Sevens, Dubaj |

| 27 listopada 202109:00 | Stany Zjednoczone | 17:12 | Hiszpania | The Sevens, Dubaj |
| 27 listopada 202109:00 |                   | 17:12 |           | The Sevens, Dubaj |

| 27 listopada 202109:22 | Australia | 38:5 | Brazylia | The Sevens, Dubaj |
| 27 listopada 202109:22 |           | 38:5 |          | The Sevens, Dubaj |

| 27 listopada 202112:01 | Stany Zjednoczone | 10:12 | Brazylia | The Sevens, Dubaj |
| 27 listopada 202112:01 |                   | 10:12 |          | The Sevens, Dubaj |

| 27 listopada 202112:23 | Francja | 22:24 | Australia | The Sevens, Dubaj |
| 27 listopada 202112:23 |         | 22:24 |           | The Sevens, Dubaj |

### Grupa B
| 26 listopada 202109:00 | Wielka Brytania | 12:7 | Rosja | The Sevens, Dubaj |
| 26 listopada 202109:00 |                 | 12:7 |       | The Sevens, Dubaj |

| 26 listopada 202109:22 | Fidżi | 28:12 | Irlandia | The Sevens, Dubaj |
| 26 listopada 202109:22 |       | 28:12 |          | The Sevens, Dubaj |

| 26 listopada 202112:34 | Wielka Brytania | 26:15 | Irlandia | The Sevens, Dubaj |
| 26 listopada 202112:34 |                 | 26:15 |          | The Sevens, Dubaj |

| 26 listopada 202112:56 | Fidżi | 28:26 | Kanada | The Sevens, Dubaj |
| 26 listopada 202112:56 |       | 28:26 |        | The Sevens, Dubaj |

| 26 listopada 202118:07 | Kanada | 21:17 | Irlandia | The Sevens, Dubaj |
| 26 listopada 202118:07 |        | 21:17 |          | The Sevens, Dubaj |

| 26 listopada 202119:05 | Fidżi | 19:27 | Rosja | The Sevens, Dubaj |
| 26 listopada 202119:05 |       | 19:27 |       | The Sevens, Dubaj |

| 27 listopada 202109:44 | Rosja | 14:5 | Irlandia | The Sevens, Dubaj |
| 27 listopada 202109:44 |       | 14:5 |          | The Sevens, Dubaj |

| 27 listopada 202110:06 | Wielka Brytania | 24:7 | Kanada | The Sevens, Dubaj |
| 27 listopada 202110:06 |                 | 24:7 |        | The Sevens, Dubaj |

| 27 listopada 202112:45 | Rosja | 17:10 | Kanada | The Sevens, Dubaj |
| 27 listopada 202112:45 |       | 17:10 |        | The Sevens, Dubaj |

| 27 listopada 202113:07 | Fidżi | 28:5 | Wielka Brytania | The Sevens, Dubaj |
| 27 listopada 202113:07 |       | 28:5 |                 | The Sevens, Dubaj |

## Faza pucharowa

### Mecz o miejsca 1–2
| 27 listopada 202118:56 | Australia | 22:7 | Fidżi | The Sevens, Dubaj |
| 27 listopada 202118:56 |           | 22:7 |       | The Sevens, Dubaj |

### Mecz o miejsca 3–4
| 27 listopada 202118:07 | Francja | 40:0 | Rosja | The Sevens, Dubaj |
| 27 listopada 202118:07 |         | 40:0 |       | The Sevens, Dubaj |

### Mecz o miejsca 5–6
| 27 listopada 202117:15 | Brazylia | 21:22 | Wielka Brytania | The Sevens, Dubaj |
| 27 listopada 202117:15 |          | 21:22 |                 | The Sevens, Dubaj |

### Mecz o miejsca 7–8
| 27 listopada 202115:51 | Stany Zjednoczone | 17:7 | Kanada | The Sevens, Dubaj |
| 27 listopada 202115:51 |                   | 17:7 |        | The Sevens, Dubaj |

### Mecz o miejsca 9–10
| 27 listopada 202115:51 | Hiszpania | 14:31 | Irlandia | The Sevens, Dubaj |
| 27 listopada 202115:51 |           | 14:31 |          | The Sevens, Dubaj |

## Klasyfikacja końcowa
| Miejsce | Reprezentacja     | Punkty |
| ------- | ----------------- | ------ |
| 1       | Australia         | 20     |
| 2       | Fidżi             | 18     |
| 3       | Francja           | 16     |
| 4       | Rosja             | 14     |
| 5       | Wielka Brytania   | 12     |
| 6       | Brazylia          | 10     |
| 7       | Stany Zjednoczone | 8      |
| 8       | Kanada            | 6      |
| 9       | Irlandia          | 4      |
| 10      | Hiszpania         | 3      |